# Dictyonema interruptum
Dictyonema interruptum är en lavart som först beskrevs av Carmich. ex Hook., och fick sitt nu gällande namn av Erast Parmasto 1978. Dictyonema interruptum ingår i släktet Dictyonema, klassen Agaricomycetes, divisionen basidiesvampar och riket svampar.   Inga underarter finns listade i Catalogue of Life.